# Carlos Welth Pimenta de Figueiredo
Carlos Welth Pimenta de Figueiredo (Belo Horizonte, 11 de outubro de 1954), mais conhecido como Carlos Pimenta, é um médico e político brasileiro do estado de Minas Gerais. Carlos Pimenta foi vereador de Montes Claros por três mandatos consecutivos e atualmente é deputado estadual em Minas Gerais.